# Samsung Galaxy F22
Il Samsung Galaxy F22 è uno smartphone di fascia medio-bassa prodotto da Samsung in India, facente parte della serie Samsung Galaxy F.

## Caratteristiche tecniche

### Hardware
Condividendo la maggior parte delle specifiche con il Samsung Galaxy A22, essendo un rebrand di quest'ultimo, il Galaxy F22 è uno smartphone con form factor di tipo slate, le cui dimensioni sono di 160 × 74 × 9,4 mm e pesa 203 grammi.
Il dispositivo è dotato di connettività GSM, HSPA, LTE, di Wi-Fi 802.11 a/b/g/n/ac dual-band con supporto a Wi-Fi Direct e hotspot, di Bluetooth 5.0 con A2DP e LE, di GPS con A-GPS, BeiDou, GALILEO e GLONASS e di NFC. Ha il supporto al Dolby Atmos. Presenta una porta USB-C 2.0 e un ingresso per jack audio da 3,5 mm.
Presenta uno schermo touchscreen capacitivo da 6,4 pollici di diagonale, di tipo Super AMOLED Infinity-U, angoli arrotondati e risoluzione HD+ 720 × 1600 pixel, con refresh rate massimo a 90 Hz.
La batteria li-po da 6000 mAh non è removibile dall'utente. Supporta la ricarica rapida a 15 watt.
Il chipset è un MediaTek Helio G80 con CPU octa core (2 core a 2 GHz + 6 core a 1,8 GHz). La memoria interna, di tipo eMMC 5.1, è di 64/128 GB non espandibile mentre la RAM è di 4 o 6 GB (in base alla versione scelta).
La fotocamera posteriore ha un sensore principale da 48 megapixel, con apertura f/2.0, uno da 8 MP ultra-grandangolare, una da 2 MP di profondità e una da 2 MP per le macro, è dotata di autofocus PDAF, stabilizzazione OIS, modalità HDR e flash LED, in grado di registrare al massimo video Full HD a 30 fotogrammi al secondo, mentre la fotocamera anteriore è singola da 13 megapixel, con supporto HDR e registrazione video massimo Full HD@30 fps.

### Software
Il sistema operativo è Android 11, accompagnato dall'interfaccia utente One UI Core 3.1. Supporta Samsung Pay Mini.

## Commercializzazione
Il dispositivo è stato presentato il 6 luglio 2021. È in vendita dal 13 luglio seguente.